# Charles Kemper

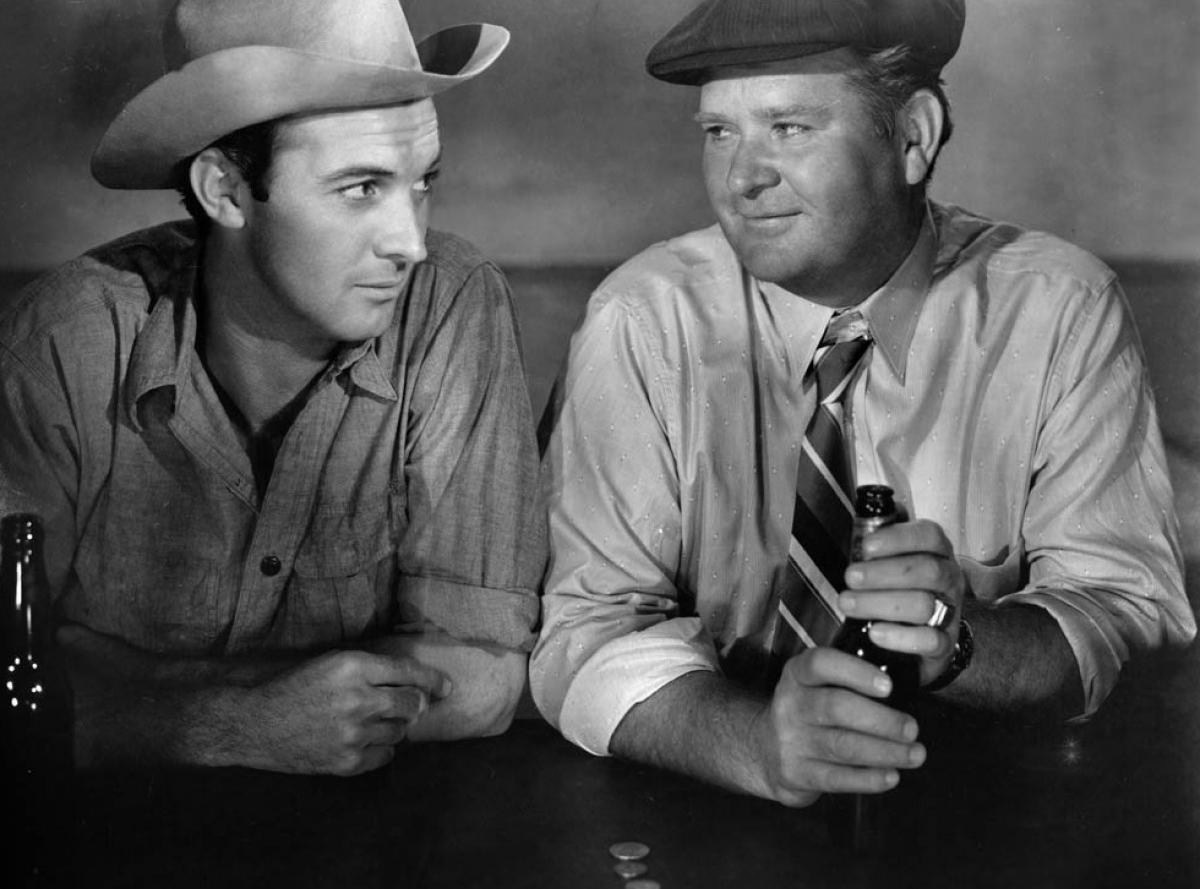
Avec Zachary Scott (à gauche) dans L'Homme du Sud (1945)

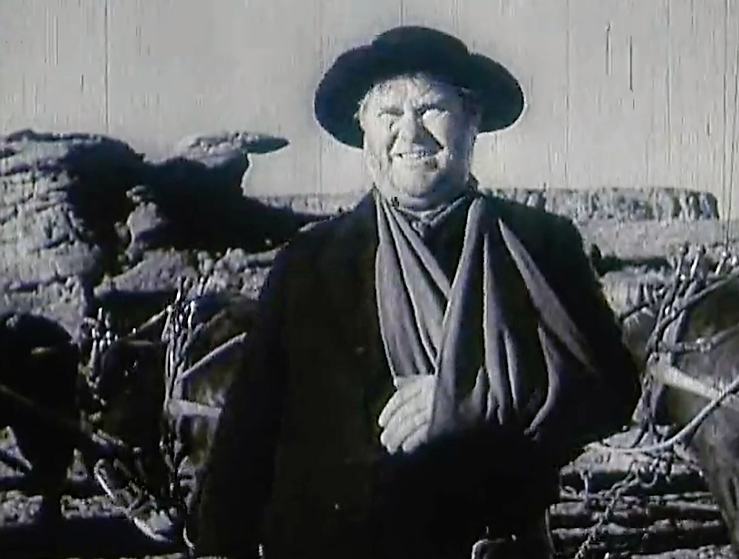
Dans Le Convoi des braves en 1950.

Charles Kemper est un acteur américain, né dans l'actuel Oklahoma — lieu indéterminé — (États-Unis) le 6 septembre 1900, mort à Burbank (Californie, États-Unis) le 12 mai 1950.

## Biographie
Charles Kemper apparaît d'abord au cinéma entre 1929 et 1938, principalement dans des courts métrages. Puis, de 1945 à 1950, il contribue à vingt-quatre films américains, notamment plusieurs westerns — dont Le Convoi des braves (1950, rôle d’Oncle Shiloh Clegg) de John Ford, avec Ward Bond, Joanne Dru, Ben Johnson et Harry Carey Jr. —. Il meurt prématurèment en 1950, dans un accident de la route, peu après avoir tourné le film noir La Maison dans l'ombre (rôle de Pop Daly) de Nicholas Ray, où il retrouvait Ward Bond, aux côtés d'Ida Lupino et Robert Ryan ; ce dernier film sort en 1951, plus d'un an et demi après sa mort.
Au théâtre, Charles Kemper joue à Broadway (New York) en 1936, dans une revue, puis en 1938, dans une comédie musicale de Cole Porter.

## Filmographie partielle
- 1937 : Taking the Count de Lloyd French (court métrage)
- 1938 : Getting an Eyeful de William Watson (court métrage)
- 1945 : L'Homme du Sud (The Southerner) de Jean Renoir
- 1945 : La Rue rouge (Scarlet Street) de Fritz Lang
- 1945 : An Angel comes to Brooklyn (en) de Leslie Goodwins
- 1946 : Sister Kenny de Dudley Nichols
- 1946 : Ses premières ailes (Gallant Journey) de William A. Wellman
- 1947 : L'Extravagante Miss Pilgrim (The Shocking Miss Pilgrim) de George Seaton
- 1947 : Le Roi des chevaux sauvages (en) (King of the Wild Horses) de George Archainbaud
- 1947 : La Vallée maudite (Gunfighters) de George Waggner
- 1947 : Scandale en Floride (That Hagen Girl) de Peter Godfrey
- 1948 : La Ville abandonnée (Yellow Sky) de William A. Wellman
- 1948 : Massacre à Furnace Creek (Fury at Furnace Creek) d'H. Bruce Humberstone
- 1948 : Fighting Father Dunne de Ted Tetzlaff
- 1948 : Belle Starr's Daughter (en) de Lesley Selander
- 1949 :  Face au châtiment (The Doolins of Oklahoma) de Gordon Douglas
- 1949 : L'Intrus (Intruder in the Dust) de Clarence Brown
- 1949 : Un délicieux scandale (en) (Adventure in Baltimore) de Richard Wallace
- 1950 : Stars in My Crown de Jacques Tourneur
- 1950 : Le Petit Train du Far West (A Ticket to Tomahawk) de Richard Sale
- 1950 : L'Homme du Nevada (The Nevadan) de Gordon Douglas
- 1950 : Monsieur Music (Mr. Music) de Richard Haydn
- 1950 : Voyage sans retour (Where Danger Lives) de John Farrow
- 1950 : Le Convoi des braves (Wagon Master) de John Ford
- 1950 : La Ruée vers la Californie (California Passage) de Joseph Kane
- 1951 : La Maison dans l'ombre (On Dangerous Ground) de Nicholas Ray

## Théâtre (à Broadway)
- 1936 : New Faces of 1936, revue, musique d'Alexander Fogarty, Irvin Graham et Joseph Meyer, lyrics et sketches de divers, avec Van Johnson
- 1938 : You never know (en), comédie musicale, musique et lyrics de Cole Porter, livret de Rowland Leigh, avec Lupe Vélez, Clifton Webb